# Stožnica
Stóžnica in stôžnica (zastarelo stožérnica, oziroma stožêrnica) je v matematiki dvorazsežna presečna krivulja, ki nastane, če se preseka krožni stožec z ravnino. Stožčeve ali konične preseke je sistematično raziskoval Apolonij, ki je leta 225 pr. n. št. napisal razpravo v osmih knjigah O stožnicah (Razprava o koničnih presekih), od katerih se jih je ohranilo 7, toda 3 samo v arabskem prevodu. Matek je stožnico imenoval stožkosečnica.

## Vrste stožnic
Dve znani stožnici sta krožnica in elipsa. Nastaneta vedno, kadar je presek stožca in ravnine sklenjena krivulja. Krožnica je poseben primer elipse, kjer je ravnina pravokotna na os stožca. Če je ravnina vzporedna s kakšno tvorilko stožca, nastane parabola. V primeru, kadar je presečna krivulja odprta in ravnina ni vzporedna tvorilki stožca, nastane hiperbola. Te stožnice se imenujejo neizrojene stožnice. Če ravnina seka vrh stožca, nastane točka ali par premic. To je izrojena stožnica, ki se je po navadi ne šteje za konični presek.
V kartezičnem koordinatnem sistemu je stožnico vedno možno zapisati z algebrsko enačbo druge stopnje spremenljivk x in y. Zato se reče, da je stožnica krivulja drugega reda. Algebrska enačba druge stopnje je v splošnem oblike:
{\displaystyle ax^{2}+2hxy+by^{2}+2gx+2fy+c=0\!\,,}
potem:
- pri h2 = ab, enačba predstavlja parabolo;
- pri h2 < ab, enačba predstavlja elipso;
- pri a = b in h = 0, enačba predstavlja krožnico;
- pri h2 > ab, enačba predstavlja hiperbolo;
- pri a + b = 0, enačba predstavlja pravokotno hiperbolo.

## Izsrednost
Neizrojeno stožnico se lahko določi tudi drugače. Stožnica vsebuje vse točke, katerih razdalja od gorišča F je enaka razdalji do premice vodnice L pomnoženi z numerično izsrednostjo. Izsrednost v matematiki je razmerje med osmi stožnice. Izsrednost se lahko izrazi tudi kot stalno razmerje med razdaljo katerekoli točke stožnice z goriščem in razdaljo med isto točko in vodnico stožnice:
{\displaystyle e={\frac {c}{a}}\!\,,}
kjer je c goriščna polos.
Označi se jo navadno z e (v starejših besedilih tudi z ε) in velja: 
- e = 0 za krožnico
- 0 < e < 1 za elipso
- e = 1 za parabolo
- e > 1 za hiperbolo .